# Oospila albipunctulata
Oospila albipunctulata là một loài bướm đêm trong họ Geometridae.